# Салабат Джанг
Салабат Джанг, при рождении — Мир Саид Мухаммад Хан Сиддики Баяфанди (24 ноября 1718 — 16 сентября 1763) — четвёртый низам Хайдарабада в Южной Индии (13 февраля 1751 — 8 июля 1762). Третий сын Низам уль-Мулька (Асафа Джаха I), первого низама и основателя княжества Хайдарабад. Он был назначен наибом субадаром (заместителем) своего старшего брата Гази уд-Дина Хана Ферозе Джанга II (1709—1752), первого министра Империи Великих Моголов, получив титул Салабат Джанг. 12 сентября 1749 года он получил императорский фирман в Аурангабаде о своём назначении. Он получил титулы Хана Бахадура и Салабат Джанга ещё при жизни своего отца.
Во время Второй Карнатикской войны (1749—1754) Салабат Джанг был пленником, вначале в лагере своего старшего брата Насира Джанга, а затем в лагере своего племянника Музаффара Джанга. После того, как Музаффар Джанг был убит афганцами 13 февраля 1751 года, Мир Саид Мухаммад Хан был провозглашен новым низамом Хайдарабада близ перевала Лаккиреддипалли французами под руководством маркиза де Бюсси под титулом Асаф уд-Даула, Наваб Саид Мухаммад Хан Бахадур, Салабат Джанг, Зафар Джанг, Наваб Субадар Декана. Император Великих Моголов Аламгир II пожаловал ему титул Амир уль-Мамалик.
Под его руководством был построен Дворец Хилват в Хайдарабаде.

## Союз с французами
Низам Хайдарабада Салабат Джанг согласился сохранить французское влияние в Декане, восстановив их прежние права и привилегии. Он пожаловал маркизу де Бюсси титул Сайф-уд-Даулы Умад-уль-Мулька. Это решение признал и ратифицировал император Великих Моголов Аламгир II, который пожаловал де Бюсси мансабдар в размере 7000. Хайдер Джанг был назначен «вакилем» (поверенным), представляющим французов в Империи Великих Моголов
. Союз с Францией значительно способствовал увеличение мощи и влияния Салабата Джанга в Декане.

## Конфликт с маратхами
В марте 1751 года Салабат Джанг передал во владение французам деревни Низампатнам и Аламанава в округе Кришна, форт Кондавиду, Нарсапур в округе Годавари вместе с Янаоном и Махфузбандаром. Когда он выступил в поход против маратхов, на реке Кришна его встретила 25-тысячная армия маратхов под командованием пешвы Баладжи Баджи-рао. Последний заключил союз с Гази уд-Дином Ферозе Джангом II, старшим братом Салабата Джанга. Гази уд-Дин Ферозе Джанг заявил о своих претензиях на хайдарабадский престол. Однако вторжение армии Дамаджи Рао Геквада из Гуджарата в Декан заставило пешву Баладжи Баджи-рао отступить для защиты собственных владений.
Салабат Джанг вступил в столицу княжества с большой помпой и официально вступил во владение Хайдарабадом. Вначале новый низам решил наградить своих союзников-французов. Офицерам в соответствии с их рангом были выданы премии от 100 тысяч главнокомандующему до 5 тысяч каждому лейтенанту. вопрос о будущей оплате французам был решен с такой же щедростью. Из порта Мачилипатнам французы получили новых рекрутов, вооружение и боеприпасы. Таким образом, де Бюсси получил возможность в дальнейшем увеличить численность европейцев до пятисот и вооружить новых сипахов (местных солдат), который он завербовал в княжестве, собрав под своим командованием пять тысяч сипахов. Салабат Джанг недолго оставался в своей столице. Появление его старшего брата Гази уд-Дин Хана Ферозе Джанга II и перспектива повторного вторжения маратхов потребовали его присутствия на северной границе княжества, и он отправился в Аурангабад в течение месяца (май 1751 года) после своего прибытия.
Салабат Джанг прибыл в Аурангабад 18 июня, а в августе Баладжи Баджи-рао, уладив свои внутренние проблемы, во главе 40-тысячной армии маратхов вторгся в Декан. При военной помощи маркиза де Бюсси Салабат Джанг стал превосходить маратхов в военной отношении. Пешва приказал вассальным князьям Холкара и Скиндии соединиться с Гази уд-Дином Ханом Ферозе Джангом, а затем прибыть под Аурангабад, чтобы соединиться с главными силами пешвы. По совету маркиза де Бюсси низам Хайдарабада выступил в поход на Пуну, столицу Маратхской империи. Салабат Джанг со своей армией и французами прибыл в Голконду и, пробыв там несколько дней, продолжил движение через Пабал, Хедал и Ахмаднагар к Бидару по дороге на Пуну. Около Парнера маркиз де Бюсси узнал о приближении маратхской армии. Баладжи Баджи-рао, выделив сорок тысяч из состава главных сил, двинулся в погоню за низамом. Могольские войска, состоявшие из нерегулярных рекрутов, были не способны противостоять атаке маратхской конницы. Но с Салабатом Джангом было 500 французских пехотинцев и 5000 сипаев во главе с французскими офицерами. Маркиз де Бюсси занял несколько высот и расположил на них свои полевые орудия и пехотинцев. Баладжи Баджи-рао атаковал моголов, но попал под огонь французских пушек и пехотинцев, понес большие потери и отступил.
Маркиз де Бюсси повел армию низама на Пуну, столицу маратхов, уничтожая все селения на своем пути. Пешва ответил тем, что приказал своим агентам распространить среди моголов слухи о намеренном предательстве французов. 22 ноября в Кукади моголы и французы внезапно напали на лагерь маратхов во время затмения Луны и захватили значительную добычу.
27 ноября 1751 года французский генерал захватил и разграбил Ранджангаон и полностью уничтожил Талегаон Дамдере. План кампании де Бюсси удался. Пешва усилил свою армию за счет контингента из княжества Скиндия. 27 ноября 1751 года пешва Баладжи Баджи-рао атаковал армию низама на берегах реки Годнади. Маратхи внезапно напали на моголов и стали их теснить. Битву вновь спас маркиз де Бюсси, он навел свои пушки на фланг атакующей кавалерии маратхов. Баладжи Баджи-рао вновь потерпел поражение и вынужден был отступить. На другой день дю Бюсси вступил в город Корегаон на реке Бхима, в 26 милях от Пуны.
Баладжи Баджи-рао решил последовать примеру своего врага и спасти свою столицу, перенеся войну во владения Салабата Джанга. Маратхи захватили приграничный форт Тримбак. Низам Хайдарабада безуспешно требовал от маратхов вернуть ему захваченную крепость. Рагходжи Бхонсле, князь Нагпура, вторгся в княжество Хайдарабад и захватил район между Пенгангой и Годавари. В то же время агенты пешвы разжигали недовольство среди солдат-моголов, обвиняв маркиза де Бюсси в присвоении их жалованья, которое они не получали уже несколько месяцев. Салабат Джанг, сохраняя уверенность в де Бюсси, приказал отступать в Ахмаднагар. Здесь низам пополнил боеприпасы и собрал осадные орудия для возврата Тримбака. Он выступил в поход на север, но затем отказался от своего намерения и обратился за советом де Бюсси. Последний посоветовал Салабату Джангу заключить перемирие с маратхами. 7 января 1752 года пешва Баладжи Баджи-рао в Шингве заключил перемирие с низамом Хайдарабада, который вернулся в свои владения.
В это время правительство Салабата Джанга всецело находилось в руках французов. Маркиз де Бюсси лично командовал армией и контролировал гражданскую администрацию через своего агента Раджу Рагхунатха Даса. Салабат Джанг обращался к французскому генерал-губернатору Индии маркизу Дюплексу как к своему защитнику и признавал, что он сам и его княжество находятся в его распоряжении. Салабат Джанг передал французам земли вокруг Мачилипатнама в сентябре 1751 года, а в феврале 1752 года уступил маркизу Дюплексу и его преемникам область Карнатик.

## Экспедиция Гази уд-Дина Хана Ферозе Джанга II в Декан
Несмотря на свои первые победы над маратхами, Салабат Джанг вынужден был отступить, чтобы защитить свои владения с севера. Его армия взбунтовалась из-за отсутствия денег. Во время марша Раджа Рагхунат Дас был убит афганскими солдатами в апреле 1752 года. Салабат Джанг получил ещё одного советника, которому маркиз де Бюсси доверял даже больше, чем прежнему. Это был Хайдер Джанг из Мачилипатнама, который рано поступил на службу к французам и выучил их язык. Его способности привлекли внимание маркиза Дюплекса, который назначил его первым министром низама Хайдарабада.
Возвышение французов при дворе низама Хайдарабада Салабата Джанга вызывало недовольство могольской знати. Самыми известными из них были Шах Наваз Хан Дахани и Рукан уд-Даула Саид Лашкар-Хан. Шах Наваз был министром Насира Джанга, который управлял Деканом в качестве заместителя своего отца. Он присоединился к принцу во время его восстания в 1741 году и хотя его жизнь была сохранена после победы Низам-уль-Мулька — он оставался в течение нескольких лет в опале. После восшествия на престол Насира Джанга он стал первым министром, а после его смерти бежал в горную крепость в Карнатике. Он был помилован и помирился с Музаффаром Джангом после вмешательства маркиза Дюплекса и, вероятно, ожидал, что его вернут к прежней власти. Обнаружив, что вся администрация предана Рагхунату Дасу, он был недоволен и получил разрешение удалиться в Аурангабад, где стал главой партии, выступающей против французов, и был главным инициатором интриг в этом городе в пользу Гази уд-Дин Хана Ферозе Джанга II. Маркиз де Бюсси он слишком хорошо знал его враждебность, чтобы доверить ему пост первого министра, и назначил его губернатором провинции Хайдарабад. Рукан уд-Даула также занимал высокий пост при Насире Джанге и был не менее враждебен, чем Шах Наваз к французскому владычеству, но он скрывал свои чувства с большей осторожностью. Маркиз де Бюсси, считая Рукана уд-Даулу подходящим человеком, чтобы поставить во главе администрации, добился его назначения министром.
Между тем Амир уль-Умара Гази уд-Дин Хан Ферозе Джанг II не оставил своих претензий на Хайдарабадское княжество. Он добился от падишаха Великих Моголов назначения на должность губернатора Декана и одновременно вступил в переговоры с пешвой Баладжи Баджи-рао, чтобы добиться его поддержки в борьбе со своим младшим братом Салабатом Джангом. Он оставил своего сына, Шихаба уд-Дина Мухаммада Хана, в качестве своего заместителя в столице, а сам выступил в поход на Декан. Вместе с ним находился Малхар-рао, князь Холкара. В Бурханпуре Гази уд-Дин Хан Ферозе Джанг был признан солдатами новым низамом. К нему присоединился маратхский пешва Баладжи Баджи-рао со своей армией. 29 сентября 1752 года Гази уд-Дин Хан Ферозе Джанг прибыл в Аурангабад с большими силами (до 150 000 чел.).
Низам Хайдарабада Салабат Джанг, получил данные о прибытии Гази уд-Дина Хана Ферозе Джанга в Аурангабад, со своей армией выступил из столицы, чтобы противостоять своему старшему брату. Но 16 октября 1752 года Гази уд-Дин Хан Ферозе Джанг внезапно скончался. Его титул и имущество унаследовал его сын Гази уд-Дин Хан Ферозе Джанг III. Маркиз де Бюсси посоветовал низаму Хайдарабада Салабату Джангу заключить мирный договор с Маратхской империей. Баладжи Баджи-рао присоединил к своим владения крепость Тримбак, а также область к западу от Берара от Тапти до Годавари. Этот договор известен в истории как договор Бхалки (ноябрь 1752 года). После смерти Гази уд-Дин Хана Фероза Джанга II Салабат Джанг остался неоспоримым правителем княжества Хайдарабад в Декане.

## Завоевание Северных Сиркар французами
Приобретение Северных Сиркар является важной вехой в истории французского господства в Индии. Он предоставил в их распоряжение прилегающую территорию протяженностью 470 миль морского побережья, простирающегося от Ориссы до побережья Коромандела. Эти территории были также известны своим экономическим богатством. Мачилипатнам был известен в этот период своей красильной и полиграфической промышленностью, в то время как Раджамундри изобиловал богатыми тиковыми лесами. Срикакулам был районом производства риса. Присутствие Восточных Гат делало этот район неприступным для нападения извне. Восточные Гаты были окружены густыми бамбуковыми лесами, и в те дни, когда велись боевые действия, врагу было трудно проникнуть через них.
Приобретение стало возможным благодаря восстанию Саида Лашкар-Хана, который выступил против французского владычества в регионе. Казна низама Хайдарабада была почти пуста, а войска низама не получали жалованья уже шесть месяцев. Салабат Джанг обнаружил, что платить французскому отряду стало ещё труднее, и их жалованье просрочили на два месяца. Французские сипахи угрожали восстать, если их долги не будут выплачены, и Салабат Джанг был вынужден выплатить им жалованье, взяв кредит в размере 150 000 рупий у местной знати и из доходов Хайдарабада. Но войскам низама пришлось идти без своего жалованья. Таким образом, эти солдаты начали требовать выплаты своей задолженности и отказались идти в предлагаемую экспедицию в Карнатик, если их задолженность не будет погашена. Могольские солдаты открыто говорили, что французы отнимают у низама его богатства, накопленные семьей за последние 60 лет, в то время как подданные низама голодают. Их недовольство было столь велико, что они дошли до того, что стали угрожать жизни Руми-Хана Франсиси, агента французов. Де Бюсси было приказано просить Салабата Джанга о выделении четырёх Северных Сиркар, а именно Элуру, Мустафанагара, Раджамундри и Срикакулама (Чикаоле), на содержание французского отряда. Маркиз де Бюсси договорился с Салабатом Джангом, но Саид Лашкар-Хан всячески затягивал рассмотрение этого вопроса.
Воспользовавшись материальным положением низама Хайдарабада и общей недисциплинированностью, которая прокралась во французские войска, Саид Лашкар-Хан использовал всю свою изобретательность, чтобы сделать французов непопулярными, а их пребывание в Декане — невыносимым. В начале апреля 1753 года он обратился к англичанам с просьбой помочь изгнать французов. Письмо Саида Лашкар-Хана было перехвачено шпионами маркиза Дюплекса, но Саид Лашкар-Хан, даже узнав об этом, не удержался от интриг против французов. Хотя планы Сеида Лашкар-Хана против французов были поддержаны англичанами, они не могли прислать ему никакой материальной помощи из-за участия в Карнатикских войнах. Саид Лашкар-Хан пытался запугать французов, удерживая их жалованье. К первоначальному отряду из 300 европейцев и 2000 сипахов, Бюсси добавил ещё один батальон из 5000 сипахов, и все они были полностью под личным командованием Бюсси. Их общая заработная плата составила 250,000 рупий в месяц.
Маркиз де Бюсси выступил из Мачилипатнама 25 июня и прибыл в Хайдарабад 15 июля 1753 года. По прибытии в Хайдарабад он обнаружил, что французский комендант Гупиль был находится в другом месте, собирая доходы, и что в рядах французов царят большая неразбериха и беспорядок. Вскоре он восстановил порядок и дисциплину среди 500 европейцев и 4000 сипаев, находившихся в Хайдарабаде. Маркиз де Бюсси добился от низама выплаты необходимых денег для выплаты жалованья французским войскам. Бюсси погасил задолженность по жалованью перед войсками частично за счет сбора денег с банкиров, а частично за счет аванса из собственных частных фондов.
Маркиз де Бюсси понимал, что безответственное и высокомерное поведение французских солдат отталкивает местное население. Саид Лашкар-Хан, маратхи, особенно Джану Нимбалкар и Раджа Рам Чандер, а также англичане из Форта Святой Георгий были заинтересованы в изгнании французов из Декана. Саид Лашкар-Хан даже после прихода Бюсси не удержался от заговора против французов. Он убедил Салабата Джанга написать французскому генерал-губернатору Индии Дюплексу, что просроченная задолженность, причитающаяся французским войскам, должна быть вычтена из 5 миллионов рупий, которые Дюплекс был должен низаму, как его заместитель в Карнатике. Он также предложил, чтобы во время сезона дождей французские войска были размещены в Мачилипатнаме, с тем чтобы они могли собирать доходы с большей легкостью. Саид-Лашкар-Хан, хотя и советовал французам поступить подобным образом, в то же самое время посылал тайные приказы заминдарам на восточном побережье не платить французам налоги и атаковать французские джагиры в различных районах. Воодушевленный такими сообщениями, Раджа Рам Чандер из Онголе захватил при помощи англичан Бандурти.
Саид Лашкар-Хан также посадил в тюрьму в крепости Даулатабад двух младших братьев Салабат Джанга, Низама Али-Хана и Басалат Джанга, под предлогом того, что последние вступили в сговор с де Мейнвилем, и приказал французскому коменданту немедленно вернуться в Хайдарабад.
Он также заставил Салабата Джанга написать маркизу де Бюсси, предложив французам остаться во время муссонов в Мачилипатнаме, и что низам будет сообщать им всякий раз, когда ему потребуется их помощь. Кроме того, как только он услышал, что Махмуд Хусейн, киладар Хайдарабада, помог Бюсси организовать ссуды для оплаты французских войск, он тут же заменил его новым губернатором. Узнав об этом, де Бюсси решил разобраться с Саидом Лашкар-Ханом — причем очень радикально. Он решил потребовать от низама Хайдарабада сохранить новые территории, занятые французами и, если низам откажется предоставить их, захватить некоторые районы и присоединить их к Мачилипатнаму, находившемуся под управлением Морасина, и сообщить Салабату Джангу, что эти территории будут контролироваться французами для низама. В случае отказа низама Хайдарабада, маркиз де Бюсси даже решил прибегнуть к помощи пешвы маратхов против Салабата Джанга в обмен на то, что крупный город-порт Сурат будет уступлен маратхам. Получив информацию об этих планах, Дюплекс полностью согласился с де Бюсси и отправил к нему дополнительный отряд в 350 человек. Из них Бюсси отправил 150 человек в Мачилипатнам под начальством маркиза Конфлана.
Чувствуя себя достаточно сильным, маркиз де Бюсси решил выступить на Аурангабад, резиденцию Саида Лашкар-Хана. До этого он послал письмо Салабату Джангу, в котором напомнил ему, что если он и стал субадаром Декана, то главным образом благодаря усилиям французов. В ноябре 1753 года де Бюсси с французским отрядом прибыл в Аурангабад. Его путь в Аурангабад был полон препятствий, и ему пришлось столкнуться с молчаливым сопротивлением народа, вдохновленным манёврами Саида Лашкар-Хана. Видя это, Бюсси решил войти в Аурангабад в полном боевом порядке, Саид Лашкар-Хан решил уступить и начал переговоры с французами. По прибытии Бюсси Саид Лашкар-Хан во главе 21 дворянина верхом на слонах отправился встречать его. При встрече маркиз де Бюсси устроил так, что им пришлось сначала спешиться, как бы отдавая дань уважения французскому генералу.
Подойдя к маркизу де Бюсси, диван Саид Лашкар-Хан слез со своего слона и поклонился французскому генералу, увидев, что остальные деканские дворяне последовали его примеру. Бюсси, слезая со своего слона, обнял дивана. Последний затем предложил сдать свои официальные печати в знак своей отставки. Бюсси был достаточно умен, чтобы понять, что Саид Лашкар-Хан пользовался популярностью у народа, и какие бы интриги он ни затеял против французов, он сделал это с благородной целью избавить свою страну и своего правителя от иностранного господства. Итак, Бюсси понял, что, как бы сильно он ни хотел избавиться от министра, заставить его уйти в отставку открыто не будет правильным шагом. Поэтому он отказался принять печати и мягко намекнул дивану, что будет удовлетворен уступкой Северных Сиркар французам.
Северные Сиркары составляли наиболее плодородную прибрежную полосу владений низама Хайдарабада. Они омывались тремя важными реками Декана: реками Кришна, Годавари и Гундлакамма. Сеид Лашкар-Хан не хотел расставаться с этими плодородными землями и спросил де Бюсси, не захочет ли он получить другие территории во внутренних областях Хайдарабадского княжества. Но узнав, что маркиз де Бюсси твердо решил приобрести только Северные Сиркары, вынужден был уступить. 23 ноября в Аурангабаде состоялось заседание правительства и был подписан Аурангабадский договор между Салабатом Джангом и французами. По этому договору четыре Северных Сиркар: Эллоре, Мустафанагар (Кондапалли), Раджамундри и Срикакулам (Чикаколе) были переданы во владение Франции. Сиркары были лично пожалованы маркизу де Бюсси на содержание французских войск. Было также решено, что доходы Сиркар должны расходоваться исключительно на выплату жалования французским войскам.
В этот период могольский наместник Джафар Али отвечал за управление доходами Сиркар. Поэтому было решено, что если Джафар Али не перечислит доходы маркизу де Бюсси в установленный срок, то эта сумма должна быть возмещена из казны низама Хайдарабада. Во-вторых, безопасность личности Салабата Джанга была доверена заботам французов, и далее, было решено, что низам не должен вмешиваться в управление провинцией Карнатака. Было также взаимно согласовано, что в вопросах общего управления низам также должен управлять княжеством в соответствии с пожеланиями маркиза де Бюсси. Бюсси в свою очередь согласился поддержать и подружиться с Сеидом Лашкар-Ханом. Вскоре после получения патента на Северные Сиркары маркиз де Бюсси поручил французскому агенту в Мачилипатнаме взять на себя ответственность за эти территории, и он направил 150 европейцев и 2500 сипаев французскому командующему Морацину в Мачилипатнам, чтобы привести эти территории под французский контроль.

## Смерть
8 июля 1762 года низам Хайдарабада Салабат Джанг был свергнут своим младшим братом, Асаф Джахом II Мир Низам Али Хан Сиддики (1734—1803). Салабат Джанг был заключен в тюрьму в форте Бидар, где он был убит 16 сентября 1763 года.
У Салабата Джанга было два сына, один родился 12 марта 1756 года, а второй — 27 марта 1759 года.